# Res Nullius
Res Nullius je bila rock zasedba iz Velenja. Nastala je leta 1989. 
Skupina štarta leta 1991. V Velenju odigrajo prvi koncert. Naslednje leto nastopijo na Novem Rocku, kjer je eden izmed glasbenih gostov Nick Cave & The Bad Seeds.
Leta 1993 izide njihov prvi album z No One Can Like the Drummer Man, ki ga kritiki bivše Jugoslavije zelo dobro ocenijo. Sledi koncerti po Sloveniji in Hrvaški, kjer Res Nullius nastopijo z bendi Majke, Nova Mob in Partibrejkers.
Leta 1994 v Zagrebu podpišejo pogodbo z založbo Croatia Records in temu sledi drugi album Dead Town Dogs. Pesem Straight to the Hell dobi tudi videospot. Sledijo koncerti in zadnji je z Bad Brains v Ljubljani. Ponovno nastopijo na prireditvi Novi Rock, kjer so glavni gostje večera. Ameriška revija Flipside jih proglasi za enega najboljših punk-rock bendov za bivšo železno zaveso.
Leta 1996 v skupini ostaneta pevec Zoran Benčič in kitarist Boštjan Senegačnik, katerima se pridružita basist Grega Sevnik in bobnar Bojan Stopar.
Kmalu sledi mini turneja po ZR Jugoslaviji. Naslednje leto podpišejo pogodbo z založbo Statera in na vrsti je snemanje tretje plošče Zdravo je biti divji. Po petih letih ustvarjanja so dojeli, da so lahko prepričljivo izpovedni, vokalno ekspresivni in zvočno pristni tudi v slovenskem jeziku. Plošča je v celoti posneta v slovenščini. Po izidu plošče odigrajo okoli petdeset koncertov po Sloveniji, Hrvaški in ZR Jugoslaviji.
Leta 1999 sodelujejo v celovečernem filmu Barabe in zanj napišejo dve skladbi. Kmalu skupino zapustita basist in bobnar. Nastopi glasbeni premor z nekaj menjavami članov.
Leta 2002 se skupini pridružita basist Boštjan Časl in bobnar Janez Marin. Nova člana prineseta v skupino novo glasbeno energijo in kmalu se odpravijo v studio, kjer nastane album Revolver ljubezni.
Po več kot dveh desetletjih neprekinjenega delovanja in 4 studijskih izdelkih (No One Can Like the Drummer Man, Dead Town Dogs, Zdravo je biti divji in Revolver ljubezni), skupina Res Nullius leta 2010 posname peti studijski izdelek Prekletih bazar, ki nastane v sodelovanju s producentom Žaretom Pakom in je v posnet v Glasbenem centru Pavarotti v Mostarju.
Konec leta 2013 se je skupina odločila, da preneha z delovanjem. Pripravila je poslovilno turnejo:
- 3.12. Izštekanih 20, Kino Šiška, Ljubljana
- 6.12. ORTO Klub, Ljubljana
- 7.12. KEWDR, Dolenjske Toplice
- 14.12. SNACK BAR 1964, Koper
- 25.12. Max Klub, Velenje

## Zasedba
- Zoran Benčič - vokal (1989-2013)
- Boštjan Senegačnik - kitara (1989-2013)
- David Zagajšek - bas kitara (1989-1996)
- Davorin Štorgelj - bobni (1989-1996)
- Grega Sevnik - bas kitara (1996-1999)
- Bojan Stopar - bobni (1996-1999)
- Boštjan Časl - bas kitara (2002-2013)
- Janez Marin - bobni (2002-2013)

## Diskografija
- No One Can Like the Drummer Man (1993)
- Dead Town Dogs (1995, Croatia Records, T.R.I.P.)
- Zdravo je biti divji (1997, Statera Records)
- Revolver ljubezni (2003, Nika Records)
- Prekletih bazar (2011, samozaložba)